# Украинский филателист
«Украи́нский филатели́ст» (укр. «Український Філятеліст») — первый украиноязычный филателистический журнал, издававшийся в Вене в 1925—1939 годах. Орган Союза филателистов Украины (1930-е).

Номер журнала «Ukrainian Philatelist», в котором был опубликован библиографический указатель статей «Украинского филателиста» за 1925—1939 годы (составитель — К. Лемиски)

## История и описание
Журнал был основан в Вене в 1925 году. Первым издателем и редактором был Иван Карло Турин. При журнале было организовано Украинское обменное общество (Українськe Вимінне Товариство), председателем которого был также И. Турин.
До 1930 года выходил ежемесячно, затем — раз в два месяца. Журнал популяризировал украинскую филателию среди европейских коллекционеров, главным образом находившихся в Австрии и Германии.
В 1930-х годах журнал стал органом Союза филателистов Украины в Германии и печатался в то время частично на немецком языке. В журнале публиковались работы таких известных деятелей Союза, как Рудольф Зайхтер, Оскар Эрих Петерс, Вильгельм Тойбер, Андре Штоманн, Константин Свенсон, Святослав Шрамченко, Евгений Выровой, Николай Секретарь и др.
После прекращения издания в 1939 году номера «Украинского филателиста» стали библиографической редкостью. В конце 1950-х годов полный комплект журнала сохранился в одном экземпляре в частной библиотеке и ещё несколько десятков отдельных выпусков — среди зарубежных украинских коллекционеров.
Библиографический указатель статей журнала за 1925—1939 годы был издан в 1996 году в американском журнале «Ukrainian Philatelist», органе Союза украинских филателистов и нумизматов, в сдвоенном выпуске № 77/78. Составителем указателя была Карен Лемиски (Karen Lemiski).